# カル・レイモン
株式会社K&L COMPANION(旧称:株式会社カル・レイモン)（KARL-LEIMON）は、日本の腕時計メーカーである。2017年、国内クラウドファンディングサイトから日本製時計1位を記録して日本に留学してきた二人の若者によって誕生した。